# Gérard Gouzes
Pour les articles homonymes, voir Gouzes.
Gérard Gouzes (né le 5 juin 1943 à Tlemcen, en Algérie française) est un avocat et homme politique français, ancien maire de Marmande et député de Lot-et-Garonne lors des VIIe, IXe et XIe législatures.

## Biographie
Gérard Gouzes effectue ses études secondaires au lycée Georges-Leygues de Villeneuve-sur-Lot.
Il est député de 1981 à 1986, puis de 1988 à 1993 et de 1997 à 2002 de la deuxième circonscription de Lot-et-Garonne. Il est président de la commission des lois entre 1991 et 1993. Il faisait partie du Groupe Socialiste. 
Il est maire de Marmande de 1989 à 2014 et président de la Communauté d'agglomération du Val de Garonne de 1994 à 2014.

## Mandats
Mandat national :
- Député de Lot-et-Garonne (1981-1986, 1988-1993 et 1997-2002)

Mandat local :
- Conseiller régional d'Aquitaine (1986-1992)
- Conseiller général de Lot-et-Garonne, canton de Marmande-Ouest (1994-2001)
- Conseiller municipal de Marmande (juin 1977-1983)
- Maire de Marmande (1983-2014)
- président de la Communauté de communes du Val de Garonne devenue en 2011 Val de Garonne Agglomération (1994-2014)